# Guillem II de Württemberg

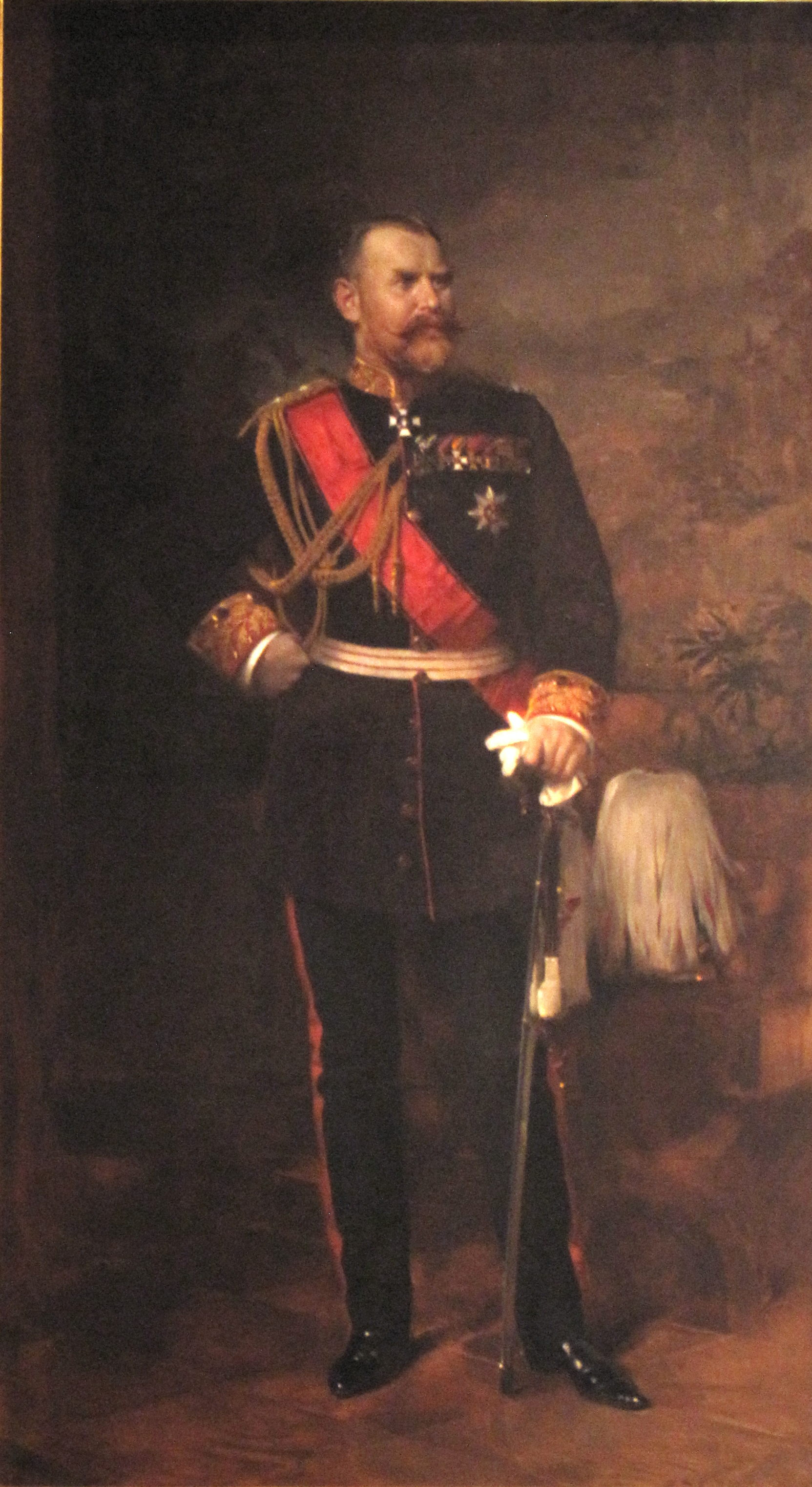
El rei Guillem II de Württemberg

Guillem II de Württemberg (Stuttgart 1848 - Castell de Bebenhausen 1921) va ser l'últim rei sobirà de Württemberg, i regnà des de l'any 1891 fins a l'any 1918, any en què abdicà.
Nascut a la ciutat de Stuttgart, capital del Regne de Württemberg, el dia 25 de febrer de l'any 1848, fill del príncep Frederic Carles de Württemberg i de la princesa Caterina de Württemberg, Guillem era net per via paterna del príncep Pau Frederic de Württemberg i de la princesa Carlota de Saxònia-Hilburghausen i per via materna del rei Guillem I de Württemberg i de la duquessa Paulina de Württemberg.
El dia 15 de febrer de l'any 1877 contragué matrimoni amb la princesa Maria de Waldeck-Pyrmont, filla del príncep Jordi Víctor de Wladeck-Pyrmont i de la princesa Helena de Nassau-Weilburg. La parella tingué dos fills:
- SAR la princesa Paulina de Württemberg, nada a Stuttgart el 1877 i morta Ludwigsburg el 1965. Es casà el 1898 a Stuttgart amb el príncep Frederic de Wied.
- SAR el príncep Cristòfol de Württemberg, nat el 1880 a Stuttgart i mort sis mesos després del seu naixement.

La princesa Maria morí el dia 30 d'abril de 1882 a la Vil·la Marienwahl situada a les proximitats de Ludwigsburg. Guillem es tornà a casar, aquesta vegada a Bückeburg el 8 d'abril de 1886 amb la princesa Carlota de Schaumburg-Lippe, filla del príncep Guillem de Schaumburg-Lippe i de la princesa Bathildis d'Anhalt. El matrimoni no tingué descendència.
L'any 1891 es convertí en rei de Württemberg a conseqüència de la mort del seu oncle, el rei Carles I de Württemberg. Participà activament en l'exèrcit alemany al front occidental de la Primera Guerra Mundial.
El 1918 abdicà de la Corona a conseqüència de la derrota militar d'Alemanya en la Primera Guerra Mundial. Malgrat tot es mantingué com un personatge públic del seu exregne gràcies a l'enorme popularitat de la família reial. Les seves passajades pels parcs públics de Stuttgart sense cap mena de protecció esdevingueren molt populars, i els seus súbdits el continuaren anomenant "Herr König"(Senyor Rei).
Guillem morí el dia 1921 al Castell de Bebenhausen.